# Takács Miklósné
Takács Miklósné, született Hubert Ilona Terézia (Budapest, 1912. május 16. – Budapest, 1984. október 27.) hegedűművész, hegedűtanár.

## Élete
Hubert Emil (1871–1938) lámpagyári cégvezető és Mautner Elvira (1879–1936) lányaként született zsidó családban. Tanulmányait a budapesti Zeneművészeti Főiskola hegedű-főtanszakán végezte Gábriel Ferenc növendékeként. Az 1930-as években a Budapesti Női Kamarazenekarban játszott. 1945 és 1951 között a Fővárosi Zenetanfolyam hegedűtanáraként működött. 1951 és 1966 között a Bartók Béla Zeneművészeti Szakiskolában tanított, 1954-től tanszékvezetőként. 1956 és 1962 között a gyakorlóiskola vezetőtanára volt. 1966 és 1969 között a Liszt Ferenc Zeneművészeti Főiskola Budapesti Tanárképző tagozatának hegedűtanáraként dolgozott, majd 1969-től nyugdíjasként haláláig óraadó tanár volt.
Első férje Miklós József kereskedő volt, Miklós László szülész-nőgyógyász bátyja, akihez 1933. október 13-án Budapesten ment nőül. 1940-ben elváltak. Négy évvel később Takács Miklós (1902–1978) felesége lett.
A Kozma utcai izraelita temetőben nyugszik (F parcella, 20. sor, 32. sírhely).

## Művei
- Társas- és menet-zenekar : 1. / szerk. Takácsné Hubert Ilona; a szövegrészt írta Sz. Csáth Olga. (Budapest, 1951)

## Díjai, elismerései
- Szocialista Kultúráért (1955)[5]
- Munka Érdemrend ezüst fokozata (1969)[6]
- Munka Érdemrend arany fokozata (1982)[7]